# Araeomolis
Araeomolis is een geslacht van vlinders van de familie spinneruilen (Erebidae), uit de onderfamilie Arctiinae.

## Soorten
- A. albipicta Dognin, 1909
- A. guianensis Joicey & Talbot, 1916
- A. haematoneura Joicey & Talbot, 1916
- A. irregularis Rothschild, 1909
- A. nigripuncta Joicey & Talbot, 1918
- A. persimilis Rothschild, 1909
- A. propinqua de Toulgoët, 1998
- A. rhodographa Hampson, 1901
- A. robusta de Toulgoët, 1987
- A. rubens Schaus, 1905
- A. sanguinea Hampson, 1905